# Michael Angelus Mori
Michael Angelus Mori (* 1677 an unbekanntem Ort; † 1737 an unbekanntem Ort) war Arzt in Siena (Italien) und Mitglied der Gelehrtenakademie „Leopoldina“.
Als Wirkungsort von Michael Angelus Mori (Michelangelo Mori) ist Siena bekannt. Er war dort Stadtphysicus. Er war Mitglied der „Accademia delle scienze di Siena detta de’ fisiocritici“ sowie der „Accademia letteraria italiana“.
Michael Angelus Mori forschte zu „einem Fall von einer Gebärmutter voller Steine“.
Am 30. Juni 1707 wurde Michael Angelus Mori mit dem akademischen Beinamen RUBRIUS unter der Matrikel-Nr. 274 als Mitglied in die Leopoldina aufgenommen.